# Chris Sullivan (diễn viên)
Chris Sullivan (sinh ngày 19/7/1980) là nam diễn viên, nhạc sĩ người Mỹ. Anh được biết đến qua vai Taserface trong phim Guardians of the Galaxy Vol. 2. 